# Foo fighter
Foo fighter é uma expressão da língua inglesa que surgiu durante a Segunda Guerra Mundial para descrever um fenômeno no qual uma ou mais esferas alaranjadas e luminosas eram avistadas por pilotos, perseguindo ou acompanhando seus aviões. A expressão "foo" advém do termo em francês "feu", que significa "fogo". Todavia, com a ignorância dos aviadores estadunidenses acerca da língua francesa, o termo acabou por se corromper em "foo", fazendo surgir a expressão, cujo sentido é de um "caça" ou avião "de fogo", também poderia ser referência a banda americana Smokey Stover durante encontros foo fighters por pilotos americanos; ainda há outras versões. Em dezembro de 1945 foi publicado o primeiro artigo nos Estados Unidos dando conta da observação por pilotos aliados durante suas missões de bolas de fogo, que se aproximavam dos aviões. Outros registros indicam que o fenômeno pode ter começado a partir de 1942. Foram descritos como pratos de torta, "roscas" voadoras, bolhas de sabão, balões e dirigíveis. Tripulações de bombardeiros chegaram a disparar contra essas esferas de fogo, no entanto, sem resultado algum.

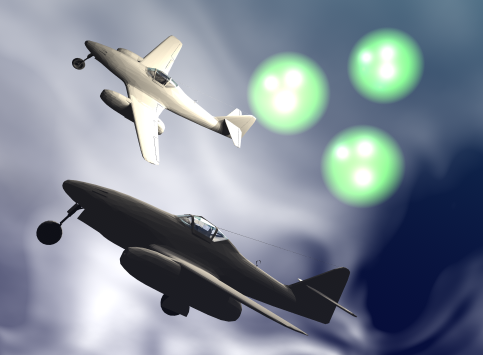
Reconstrução artística das supostas esferas Foo Fighters.

Alguns pilotos aliados acreditavam que fosse uma espécie de arma psicológica dos alemães, que visava atordoar e confundir os pilotos.
Terminada a guerra, a hipótese de arma nazista foi descartada.
Um dos primeiros relatórios norte-americanos sobre o fenômeno, datado de outubro de 1943, relatou que quando os B-17s (fortalezas-voadoras) estavam voando sobre Schweinfurt, Alemanha, durante vôos de bombardeio, dúzias de pequenos discos prateados apareceram repentinamente; esses discos tinham cerca de 2,5 cm de espessura e 10 cm em diâmetro. Um dos tripulantes de uma das aeronaves viu um dos discos atingir a cauda de um dos aviões, mas sem causar dano algum.
Foram criadas várias teorias para o fenômeno, inclusive de supostas aparições extraterrestres. Um tipo de descarga elétrica das asas dos aviões (veja Fogo de São Telmo) tem sido sugerido como uma possível explicação. Outra teoria supõe que as esferas avistadas pelos pilotos eram raios globulares, mas até hoje não foi encontrado nenhuma explicação satisfatória.